# Cantó d'Argelèrs de Gasòst
El cantó d'Argelèrs de Gasòst és un cantó del departament francès dels Alts Pirineus, enquadrat al districte d'Argelèrs de Gasòst. Té 23 municipis i el cap cantonal és la sotsprefectura d'Argelèrs de Gasòst.

## Municipis
- Argelèrs de Gasòst
- Adast
- Agòs e Vidalòs
- Arcisans Avant
- Artalens e Soïn
- Airòs e Arboish
- Aisac e Òst
- Beaucens
- Bòr e Silhen
- Cautarés
- Gasòst
- Gès
- Laurs e Balanhans
- Ausons
- Pèirahita e Nestalàs
- Preishac
- Sent Pastors
- Sent Savin
- Salas
- Cèra (Lavedan)
- Solon
- Bièr e Bòrdas
- Vilalonca
- Us

## Consellers generals
| Data d'elecció | Identitat       | Partit | Qualitat  |
| -------------- | --------------- | ------ | --------- |
| 1949-1982      | Pierre Pérus    | CNIP   | Metge     |
| 1982-1988      | Maurice Coiquil | MRG    | Metge     |
| 1988-1994      | Robert Coll     | UDF    | Empresari |
| 1994-2015      | Georges Azavant | PRG    | Mestre    |
| [ 1 ]          |                 |        |           |